# Гірняк Григорій
Гірняк Григорій (1865, Мельна, Бібрський повіт — 1945, Винники) ) — галицький громадський і політичний діяч, визначний представник галицького духовенства (перша пол. XX ст.), парох і декан у Винниках, член Архиєпархіяльного церковного суду, парох-консультант Митрополичого Ординаріяту, член управи священницького вдово-сиротинського фонду, почесний радник Митрополичої Консисторії.
У громадському житті — член Повітової ради, один із засновників та активних діячів винниківської «Просвіти» з(1896 р.).

## Життєпис
Навчався у Бережанській гімназії, яку закінчив з відзнакою. Поступив у віденську духовну семінарію «Барбареум». 
Після навчання одружується з Ольгою Колянківською — онучкою рогатинського декана о. Стрільбицького. У 1889 році висвячується в священики митрополитом Сильвестром Сембратовичем та служить співробітником (помічником) у Винниках при хворому пароху о. С. Хомінському.
З 1894 р. — парох парафії (залишався ним аж до смерті). Винники були першим і останнім місцем душпастирської праці о. Гірняка, яка тривала 56 років. 
Проводив активну громадську діяльність : один із засновників у Винниках «Просвіти». 14 січня 1896 р. відбулися установчі збори товариства «Просвіта» в містечку, де він був обраний першим її головою., організатор гуртків «Сільський Господар» і «Сокіл», кооперативу «Товариство господарсько-кредитне» (28.11.1909 р.).
Проятгом 1912 р — 1922 заступник Винниківського декана.. А з 1922 до 1935 р. — Винниківський декан..
Був членом Архиєпархіяльного Церковного Суду, парохом-консультантом Митрополичного Ординаріяту і членом управи священицького вдово-сиротинського фонду.
Про отця Г. Гірняка згадує у своїх споминах (листопад 1993 року) виходець з Винник отець-канцлер Кияк Роман-Андрій: «Великий знавець обрядів, дуже величаво він відправляв, знаючи деталі наших церковних церемоній. Чудово співав, а ще краще проповідував»..
Помер і похований у Винниках на місцевому цвинтарі.

## Вшанування
У місті Винниках є вулиця Григорія Гірняка.